# Neffapis
Neffapis is een geslacht van vliesvleugelige insecten uit de familie Andrenidae

## Soorten
- N. longilingua Ruz, 1995